# Ivan Johnson
Ivan Wilkerson Johnson (nacido el 10 de abril de 1984 en San Antonio, Texas) es un exjugador de baloncesto estadounidense. Con 2,03 metros de altura, jugaba en la posición de ala-pívot.

## Trayectoria deportiva

### Universidad
Jugó durante cuatro años en cuatro universidades diferentes. Comenzó en el Cisco Junior College en Texas y al año siguiente pasó a los Angeles Southwest Junior College, donde promedió 22,3 puntos, 12,2 rebotes y 2,4 tapones por partido. En 2005 disputa su única temporada en la División I de la NCAA, con los Ducks de la Universidad de Oregón, con los que promedió 7,5 puntos y 3,2 rebotes por partido, acabando su carrera en la Universidad Estatal de California, San Bernardino, donde jugó un único partido.

### Profesional
Tras no ser elegido en el Draft de la NBA de 2007, fichó por los Anaheim Arsenal de la NBA D-League, con los que promedió 13,3 puntos y 6,6 rebotes por partido, antes de ser traspasado a los Rio Grande Valley Vipers, donde acabó la temporada.
En 2008 se marchó a jugar a la liga coreana, donde permaneció dos temporadas en dos equipos diferentes, siendo sancionado hasta en tres ocasiones por el mismo hecho, mostrar su dedo medio primero a un entrenador rival, en otro partido a un jugador, lo que provocó una gran tangana, y finalmente a un árbitro, lo que le supuso, aparte de la correspondiente multa, su expulsión para siempre de la liga.
Regresó a su país en 2010, incorporándose a los Erie BayHawks de la liga de desarrollo, con los que completó una excelente temporada, promediando 22,6 puntos y 7,8 rebotes por partido, siendo incluido en el mejor quinteto de la NBA D-League, y en el segundo mejor quinteto defensivo.
Al año siguiente fichó por los Caciques de Humacao de la liga de Puerto Rico, con los que promedió 21,2 puntos y 8,5 rebotes en la liga veraniega. Tras un breve paso por los Qingdao DoubleStar de la liga china, en diciembre de 2011 fichó por los Atlanta Hawks de la NBA, con los que fue elegido rookie del mes de abril de la Conferencia Este, tras promediar 10,7 puntos y 5,9 rebotes en ese periodo. Tras ser eliminado su equipo en los playoffs ante Boston Celtics, volvió a sacar a pasear su dedo medio, esta vez ante un aficionado rival, por lo que fue nuevamente sancionado, esta vez con 25.000 dólares.
Tras ser despedido, al año siguiente volvió a fichar por los Hawks, con los que completó la temporada promediando 6,6 puntos y 3,9 rebotes como suplente de Josh Smith.
En agosto de 2013, firmó con los Zhejiang Golden Bulls de la liga china.
El 29 de julio de 2014, Johnson firmó con los Dallas Mavericks. Sin embargo, fue descartado por los Mavericks el 25 de octubre de 2014, a pocos días para el comienzo de la temporada 2014-15 de la NBA.
El 13 de julio de 2016 firmó un contrato para jugar con los Reales de La Vega de la Liga Nacional de Baloncesto de República Dominicana.
23 de febrero de 2017 firma para jugar con las Garzas de Plata de la UAEH de la Liga Nacional de Baloncesto Profesional de México.

## Estadísticas de su carrera en la NBA

### Temporada regular
| Año     | Equipo  | PJ  | PT | MPP  | %TC  | %3P  | %TL  | RPP | APP | ROB | TPP | PPP |
| ------- | ------- | --- | -- | ---- | ---- | ---- | ---- | --- | --- | --- | --- | --- |
| 2011-12 | Atlanta | 56  | 0  | 16.7 | .513 | .333 | .720 | 4.0 | .6  | .8  | .3  | 6.4 |
| 2012-13 | Atlanta | 69  | 5  | 15.0 | .520 | .077 | .618 | 3.9 | .7  | .8  | .2  | 6.6 |
| Total   | Total   | 125 | 5  | 15.8 | .517 | .158 | .662 | 3.9 | .6  | .8  | .3  | 6.5 |

### Playoffs
| Año   | Equipo  | PJ | PT | MPP  | %TC  | %3P  | %TL  | RPP | APP | ROB | TPP | PPP |
| ----- | ------- | -- | -- | ---- | ---- | ---- | ---- | --- | --- | --- | --- | --- |
| 2012  | Atlanta | 5  | 0  | 10.8 | .313 | .000 | .600 | 3.4 | .0  | .6  | .0  | 2.6 |
| 2013  | Atlanta | 6  | 0  | 18.0 | .462 | .000 | .667 | 3.3 | .5  | .7  | .5  | 6.0 |
| Total | Total   | 11 | 0  | 14.7 | .405 | .000 | .652 | 3.4 | .3  | .6  | .3  | 4.5 |